# DakhaBrakha
DakhaBrakha este un cvartet de muzică populară ucraineană care combină stilurile muzicale ale mai multor grupuri etnice. Au câștigat Premiul de Artă Contemporană Sergey Kuryokhin în 2009 și Premiului Național „Taras Șevcenko” în 2020.
DakhaBrakha a apărut ca un proiect al Centrului de Arte Contemporane Dakh, condus de Vladîslav Troiițkîi, fiind gândit ca o trupă de muzică de teatru live. Troiițkîi continuă să fie producătorul trupei. Membrii DakhaBrakha participă și la alte proiecte ale centrului, în special la proiectul de cabaret exclusiv feminin Dakh Daughters, precum și la festivalul anual Gogolfest.

## Etimologia numelui
Numele grupului derivă din verbele ucraineană Давати - „a da” și ucraineană Брати - „a lua”, dar și dintr-un joc de cuvinte cu numele Centrului de Artă „Dakh” (care înseamnă „acoperiș” în ucraineană).

## Membri

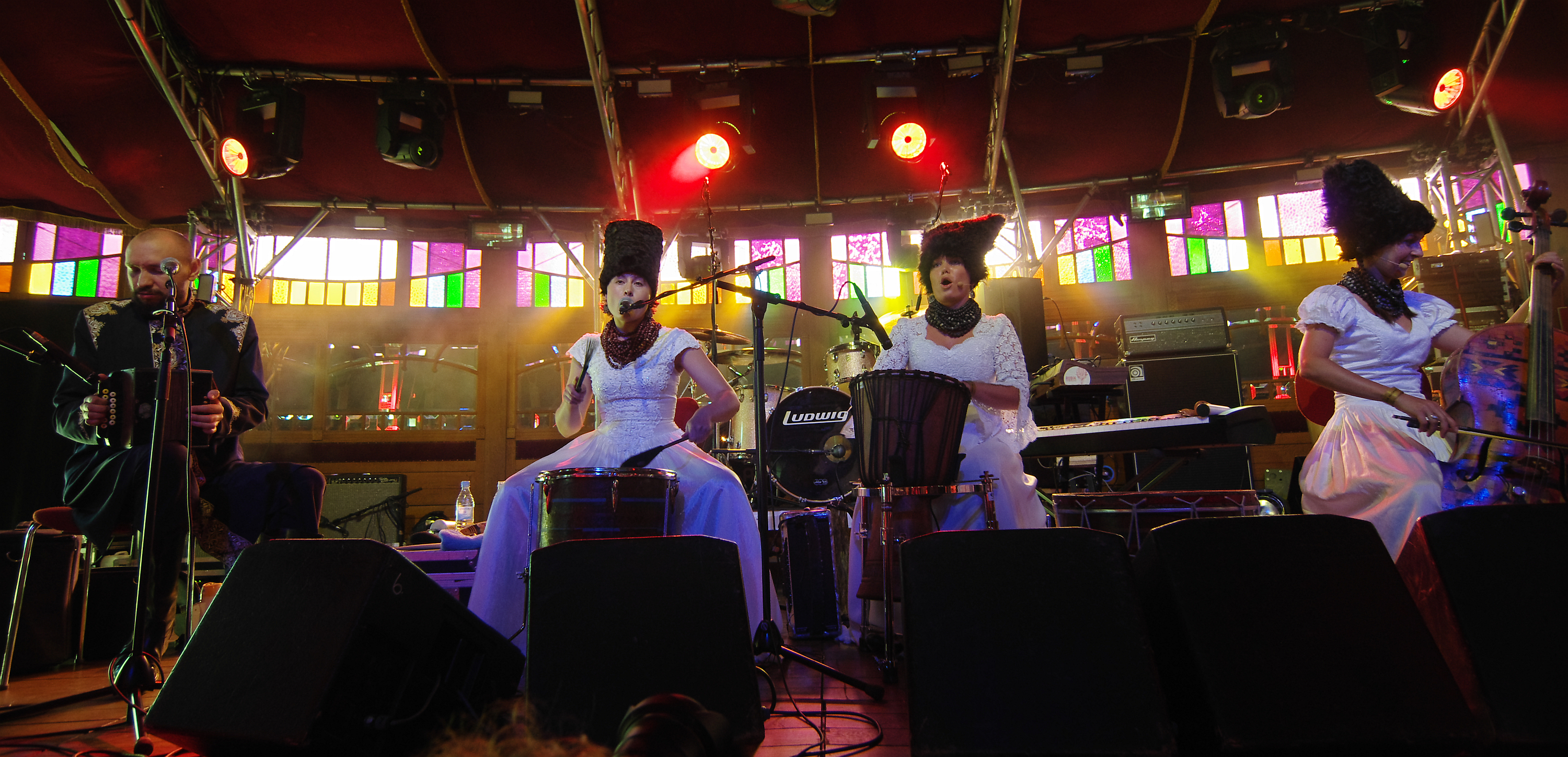
DakhaBrakha la Festivsalul Pop Haldern, 2013

- Marko Halanevîci – voce, tobă cu calice, tabla, didgeridoo, muzicuță, acordeon, cajón, drâmbă
- Olena Țîbulska – voce, percuție
- Irîna Kovalenko – voce, djembe, flaut, buhai, pian, ukulele, zgaleyka, acordeon, percuție
- Nina Harenețka – voce, violoncel, percuție

Toți membrii, cu excepția lui Marko Halanevych, sunt absolvenți ai Universității Naționale de Cultură și Arte din Kiev. Nina Garenetska participă și ea la proiectul Dakh Daughters.

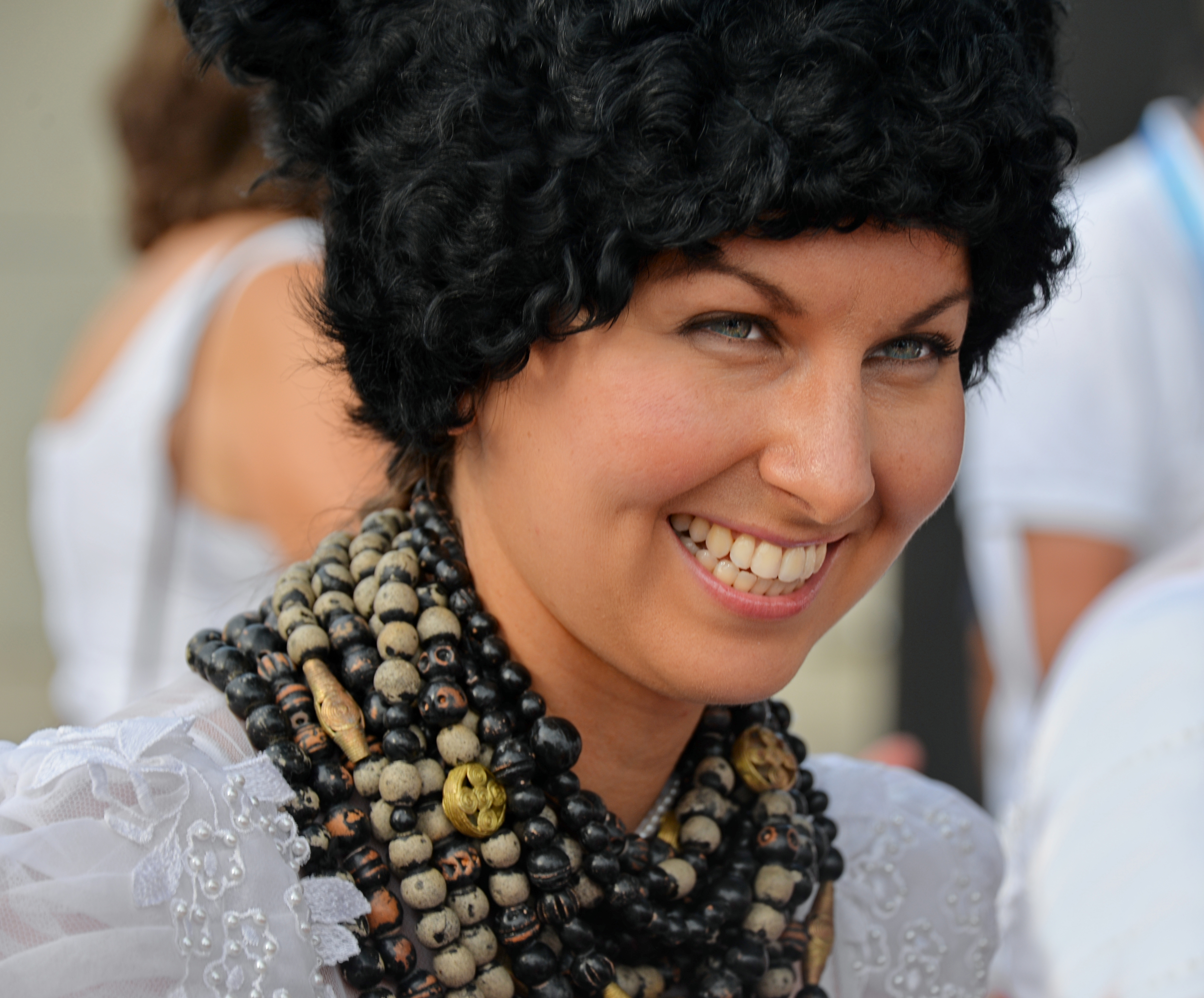
Nina Harenețka
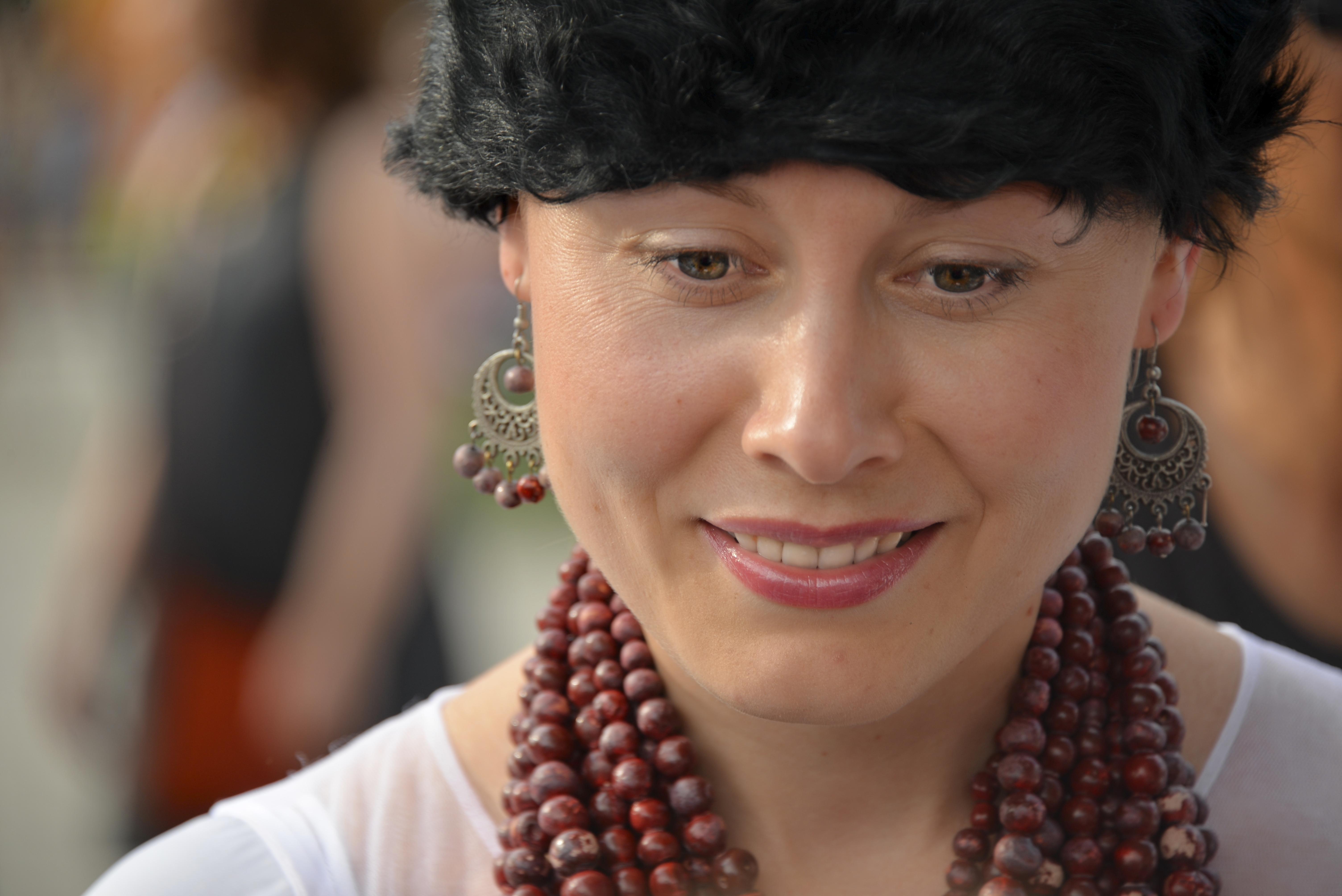
Olena Țîbulska
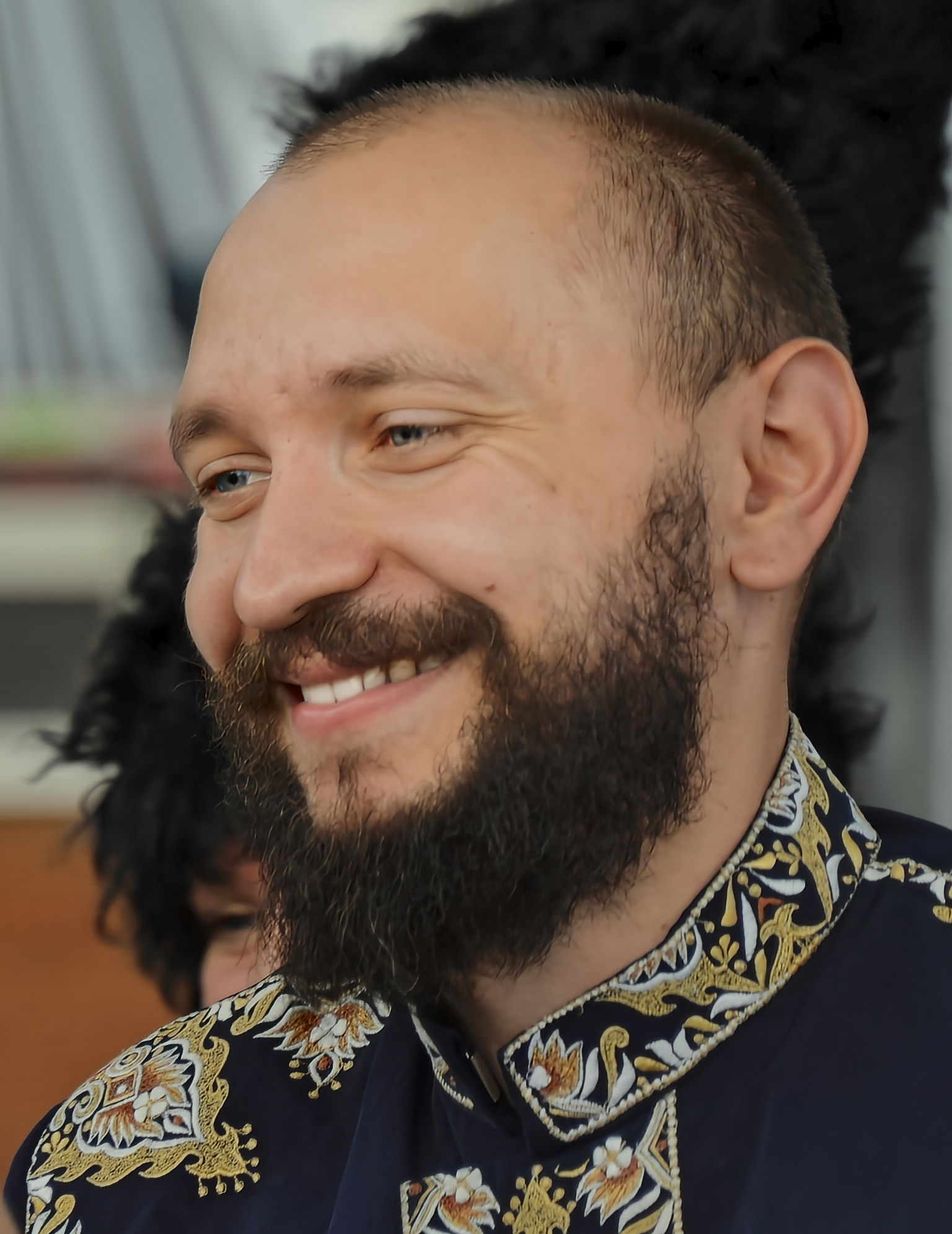
Marko Halanevîci
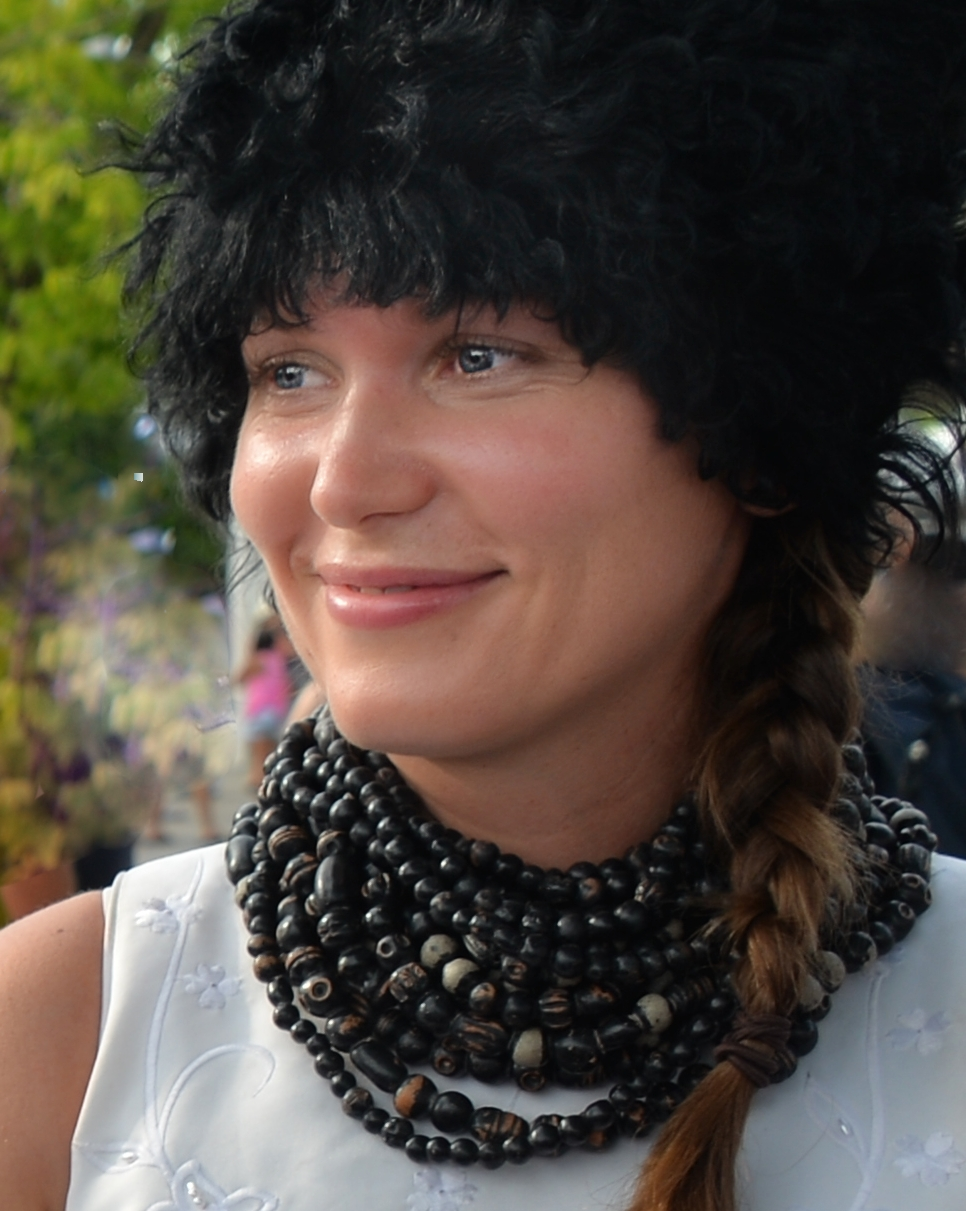
Irîna Kovalenko

## Discografie
- Na dobranici (ucraineană На добраніч) (2005)
- Iahudkî (ucraineană Ягудки) (2007)
- Na meji (На межі) (2009)[6]
- Light (2010)
- Proiectul Hmeleva (proiectul Хмелева) (2012)
- The Road (Шлях) (2016)
- Alambari (2020)

### Coloane sonore
- 2024 - Coloana sonoră completă pentru documentarul Războiul de porțelan (Statele Unite ale Americii/Ucraina)
- 2018 - Cântec de trailer pentru House 99, marcă de îngrijire personală deținută de David Beckham (Regatul Unit)[7]
- 2017 - Bitter Harvest (Canada)[8]
- 2017 - Mavka. Zâna pădurii (Ucraina)[9]
- 2017 - Fargo (Statele Unite ale Americii)[10]

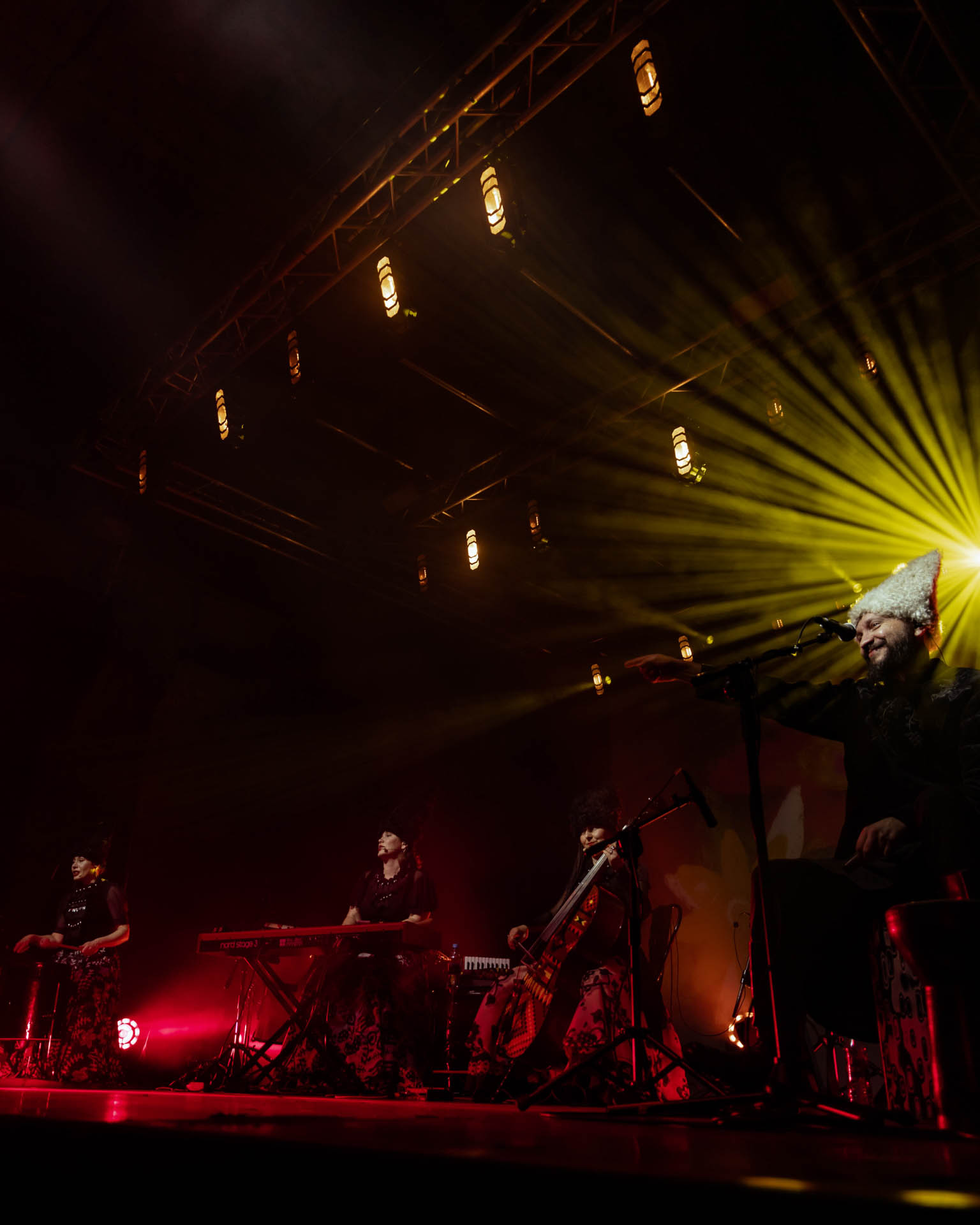
DakhaBrakha în Polonia, 2022

## Festivaluri
DakhaBrakha a concertat în iunie 2014 la Festivalul de Muzică și Arte Bonnaroo, organizat în Manchester, Tennessee. Grupul a fost proclamat de revista Rolling Stone drept „Cel mai bun Breakout” al festivalului.
Au cântat la Festivalul de la Glastonbury din West Holts. Au concertat în iulie 2017 și iulie 2018 la Finger Lakes GrassRoots Festival of Music and Dance, organizat în Trumansburg, New York. În 2017, au cântat la festivalul South by Southwest (SXSW) din Austin, Texas. DakhaBrakha a cântat la Festivalul Sziget din 2017 din Ungaria. În 2018, au cântat cu grupul leton Tautumeitas la Festivalul „Porta” de Muzică Mondială din Letonia 2018. În 2019, au cântat la Michael Schimmel Center for the Arts din Manhattan.
Au concertat în primul weekend al Festivalului de Jazz și Patrimoniu din 2022 din New Orleans, Louisiana. DakhaBrakha a performat, de asemenea, la Festival International de Louisiane din Lafayette, Louisiana, pe 30 aprilie 2022.

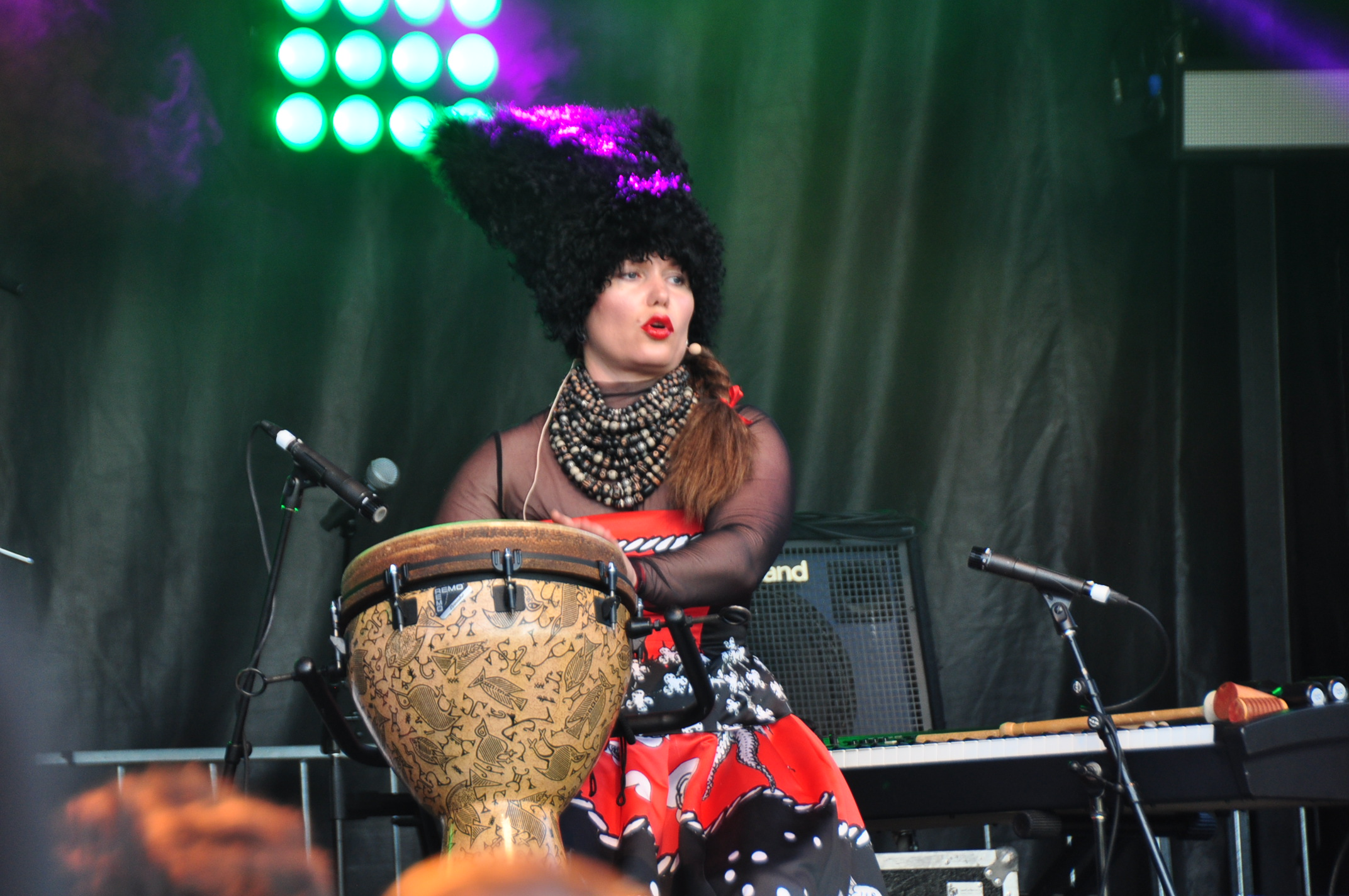
DakhaBrakha în Toronto 2017 (Irîna Kovalenko)

## Apariții în filme
În 2023, când a fost lansată animația ucraineană Mavka. Zâna pădurii (inspirată din piesa Cântecul pădurii de Lesea Ukrainka), membrii grupului au realizat coloana sonoră și au apărut și în film, ca proprii versiuni animate (prietenii lui Lukas, cântăreții satului). DakhaBrakha, prin motivelor lor etnice, s-au potrivit cu intriga filmului. Ei au recreat dansul etno și alte elemente ceremoniale cu ajutorul experților de la Centrul Național de Cultură Populară al Muzeului „Ivan Honchar”.
În 2024, muzica lor a fost pe coloana sonoră a filmului documentar antirăzboi ucrainean/american Războiul de porțelan, artiștii dând permisiunea producătorilor de film să le folosească întreaga discografie, inclusiv muzica nelansată încă. Scena de credit include și o interpretare live înregistrată a melodiei lor „Vesna”.

## Alte spectacole
- În ianuarie 2014, grupul a cântat pentru serialul NPR, NPR Music Front Row.[21]
- În ianuarie 2014, grupul a concertat la John F. Kennedy Center for the Performing Arts din Washington, DC.[22]
- În aprilie 2015, grupul a cântat pentru seria de concerte Tiny Desk a NPR.[23]
- În 2017, grupul a evoluat pentru postul de radio KEXP.[24]
- În 2021, grupul a cântat pentru seria de concerte Tiny Desk (acasă) a NPR.[25][26]
- Pe 24 aprilie 2023, grupul a concertat la Elbphilharmonie din Hamburg.[27][28]
- Pe 30 martie 2024, grupul a evoluat la Teatrul Farquharla University of Victoria din Canada.

## Influențe
Un fragment al piesei „Vesna” (Весна) de pe albumul trupei din 2009 Na mezhi (На межі) apare în primele trei minute ale albumului lui Aki Onda din 2023, Transmissions From The Radio Midnight, ca parte a unei emisiuni ungurești înregistrate de Onda.